# Kaestneriella fumosa
Kaestneriella fumosa är en insektsart som först beskrevs av Banks 1903.  Kaestneriella fumosa ingår i släktet Kaestneriella och familjen sorgstövsländor. Inga underarter finns listade i Catalogue of Life.